# Jack Button
John Carl "Jack" Button, född 1940, död 31 juli 1996, var en amerikansk idrottsledare.
Han var far till Craig Button.

## Biografi
Button började arbeta inom professionell ishockey som presschef först för ishockeylaget Rochester Americans i American Hockey League (AHL) och sedan hos själva ishockeyligan AHL. År 1968 utsågs han till general manager för Amarillo Wranglers som spelade i NHL:s farmarliga Central Hockey League (CHL). Bara året därpå utnämndes Button till att vara assisterande general manager för Pittsburgh Penguins i NHL. Han var på den positionen fram till 1974 när Button befordrades till att vara general manager för just Penguins. Det blev dock bara ett år på den positionen. År 1975 grundade Button National Hockey League Central Scouting Bureau, som är NHL:s avdelning för centraliserad talangscouting, och ledde avdelningen fram till 1979. Det året gick han över till Washington Capitals och blev talangscout. År 1983 blev Button befordrad till att vara chef för spelarpersonalen hos Capitals, en position han hade fram till hans död den 31 juli 1996.